# Pleurothallis abortiva
Pleurothallis abortiva är en orkidéart som beskrevs av Carlyle August Luer. Pleurothallis abortiva ingår i släktet Pleurothallis och familjen orkidéer. Inga underarter finns listade i Catalogue of Life.